# Biuret
Biuret – organiczny związek chemiczny, produkt kondensacji mocznika.

## Otrzymywanie
Można go otrzymać w wyniku ogrzewania mocznika w temperaturze 150 °C:
2CO(NH2)2 → H2NC(O)NHC(O)NH2 + NH3↑
Jest najprostszym związkiem ulegającym tzw. reakcji biuretowej, tj. powstawania fioletowo zabarwionego kompleksu w reakcji z siarczanem miedzi(II) w roztworze alkalicznym.